# Agents of S.H.I.E.L.D.
Marvel's Agents of S.H.I.E.L.D., nota semplicemente come Agents of S.H.I.E.L.D., è una serie televisiva statunitense trasmessa dal 2013 al 2020; ideata da Joss Whedon, Jed Whedon e Maurissa Tancharoen per la ABC, è basata sull'organizzazione S.H.I.E.L.D. (Strategic Homeland Intervention, Enforcement and Logistics Division, ossia "Divisione strategica nazionale d'intervento, applicazione e logistica") dei fumetti Marvel Comics, un'agenzia fittizia dedita allo spionaggio e al mantenimento della pace in un mondo popolato da supereroi e altri esseri con poteri sovrumani. Ambientata all'interno del Marvel Cinematic Universe (MCU), la narrazione è in continuità con i film e le altre serie televisive del franchise.
La serie è stata prodotta dalla ABC Studios, dalla Marvel Television e dalla Mutant Enemy Productions, con Jed Whedon, Tancharoen e Jeffrey Bell come showrunner. È stato il primo prodotto live action della Marvel Television, realizzato in collaborazione con gli ABC Studios e Mutant Enemy; gli showrunner sono stati Jed Whedon, Maurissa Tancharoen e Jeffrey Bell.
La serie è incentrata sulle missioni di un gruppo di personaggi al comando di Phil Coulson, interpretato da Clark Gregg, già apparso nei film e del suo team lo S.H.I.E.L.D. per far fronte a misteri e nemici inusuali, tra cui l'Hydra e gli Inumani e specie aliene come i Kree. Fanno parte del cast principale Ming-Na Wen, Brett Dalton, Chloe Bennet, Iain De Caestecker ed Elizabeth Henstridge, ai quali si sono aggiunti nelle stagioni seguenti Nick Blood, Adrianne Palicki, Henry Simmons, Luke Mitchell, John Hannah e Natalia Cordova-Buckley.
Joss Whedon cominciò a lavorare alla serie dopo il successo del film The Avengers, e nell'ottobre 2012 venne confermato il ritorno di Gregg. La serie è stata ufficialmente ordinata dalla ABC nel maggio 2013 e ha debuttato nel settembre seguente. Diversi episodi della serie rappresentano dei crossover con i film e le altre serie televisive ambientate nel MCU, e nel corso della narrazione sono apparsi nella serie diversi personaggi dei film e degli altri prodotti del MCU. Gli stessi protagonisti della serie sono stati inoltre introdotti nell'universo Marvel.
Uno spin-off intitolato Most Wanted, incentrato sui personaggi di Bobbi Morse e Lance Hunter, ricevette un ordine per un episodio pilota nell'agosto 2015, ma venne abbandonato nel maggio 2016. Una webserie, intitolata Agents of S.H.I.E.L.D.: Slingshot e incentrata sul personaggio di Yo-Yo Rodriguez, venne distribuita nel dicembre 2016.

## Trama

### Prima stagione
Tornato in attività dopo gli eventi di New York, l'agente Phil Coulson assembla una squadra selezionata di agenti S.H.I.E.L.D., composta dalla leggendaria agente Melinda May, detta la Cavalleria, diventata fredda e distaccata a seguito di un evento traumatico, il promettente agente Grant Ward, che ha alle spalle un passato di abusi familiari, e una coppia affiatata di scienziati, l'ingegnere Leopold Fitz e la biologa Jemma Simmons, per investigare sui casi di origine soprannaturale; a loro si aggiunge anche Skye, ex hacker di un gruppo di attivisti noti come Rising Tides, alla ricerca della verità sui suoi genitori che non ha mai conosciuto. Il gruppo si trova in particolare ad indagare sul Progetto Centipede, volto a creare dei superumani tenuti sotto controllo da occhi cibernetici e sul suo misterioso leader, Il Chiaroveggente; dell'organizzazione fanno parte anche l'enigmatica Raina e l'industriale Ian Quinn. Ad aiutarli nell'indagine c'è anche Mike Peterson, una delle prime cavie del Centipede, ma l'organizzazione utilizza suo figlio per ricattare Coulson, intenzionati a scoprire le cause della sua resurrezione; si scopre infatti che l'uomo è stato riportato in vita dal progetto T.A.H.I.T.I, un tempo guidato dallo stesso Coulson, che fa utilizzo di una droga estratta da un cadavere alieno, i suoi ricordi sono stati alterati per evitare gli effetti collaterali di degenerazione mentale; Peterson viene inoltre coinvolto in uno scontro, ma sopravvive e viene trasformato in un cyborg dal Centipede tramite il progetto Deathlock. Durante uno scontro con Quinn, Skye viene ferita mortalmente, ma gli agenti grazie all'aiuto dell'ex supervisore di Ward, John Garrett e dell'altro suo allievo Triplett, riescono a recuperare la droga che ha resuscitato Coulson e a salvarle la vita, curiosamente senza effetti collaterali. In seguito la squadra scopre che a dirigere il Centipede è in realtà l'Hydra e si trova ad affrontare le conseguenze della caduta dello S.H.I.E.L.D.; Garrett si rivela infatti essere il Chiaroveggente, Ward lavorava per lui, essendo stato allevato dall'uomo dopo aver bruciato la casa dei suoi genitori quando era piccolo; si scopre inoltre che Garrett era il paziente zero del progetto Deathlock, e ha intenzione di usare il progetto T.A.H.I.T.I per salvarsi la vita. Durante uno scontro con Garrett, Fitz e Simmons riescono a ferirlo, ma Ward li getta in mare e somministra a Garrett la droga, salvandogli la vita ma provocandogli deliri di onnipotenza che lo portano a disegnare strani simboli. Gli scienziati riescono a salvarsi, anche se Fitz riporta danni cerebrali, la squadra con l'aiuto di Fury riesce a liberare Peterson dal controllo del Centipede, il quale uccide Garrett, che riesce in fin di vita a impiantarsi dei potenziamenti cibernetici, verrà così vaporizzato da Coulson. Ward viene arrestato e Nick Fury affida a Coulson il compito di ricostruire lo S.H.I.E.L.D., nominandolo direttore.

### Seconda stagione
Nella seconda stagione, il neo direttore Coulson e i suoi uomini cercano di ricostruire la fiducia del governo nello S.H.I.E.L.D.; nel frattempo continuano a contrastare l'Hydra, ora guidata dal dottor Whitehall, apprendista del Teschio Rosso misteriosamente rimasto giovane, alla ricerca di un misterioso artefatto, l'Obelisco. Alla squadra si aggiungono il meccanico Mack, il mercenario Lance Hunter e la sua ex-moglie Bobbi Morse. Oltre che con l'Hydra, lo S.H.I.E.L.D. deve vedersela con Raina, con un misterioso individuo che dichiara di essere il padre di Skye e con l'agente Ward, evaso ed intenzionato a rifarsi una vita con l'Agente 33 (Kara Lynn Palamas), ex risorsa dello S.H.I.E.L.D. che ha subito il lavaggio del cervello. Coulson intanto inizia a incidere dei simboli uguali a quelli di John Garrett, scoprendo così che si tratta di una mappa di una città, che manda ad esplorare da squadra. Durante la missione, Mack viene posseduto dopo aver letto un'iscrizione. Per mantenere una promessa fatta a Skye, Ward la porta da suo padre Cal, il quale si è alleato con Whitehall per ottenere la ragazza e l'Obelisco; l'uomo in realtà intende ucciderlo per vendicare sua moglie, vivisezionata allo scopo di estrarre il suo dono dell'immortalità. Cal è convinto che anche Skye abbia un dono e vuole risvegliarlo tramite l'Obelisco dopo aver ottenuto la sua vendetta, ma Coulson uccide Whitehall prima di lui, suscitando la furia dell'uomo. Intanto Raina ruba l'Obelisco e lo porta al centro della città, liberando una nebbia che uccide Triplett e provoca una mutazione in lei e Skye: la prima si trasforma in una strana creatura dotata di aculei e poteri divinatori, la seconda ottiene il potere di generare scosse. Cal e le due donne vengono rapiti da un teleporta senza occhi di nome Gordon che li porta nell'aldilà, luogo dove vivono gli Inumani, umani dotati di poteri speciali risultato di antichi esperimenti Kree, guidati dalla madre di Skye, Jiaying, fortunatamente sopravvissuta. La situazione è complicata dall'arrivo di una seconda fazione dello S.H.I.E.L.D., della quale facevano parte anche Bobbi e Mack, contraria all'operato di Coulson e pronta a tutto per fermare la minaccia degli Inumani. Alla fine le due fazioni riescono a trovare un punto d'accordo e Gonzales, il capo dell'altro gruppo, tenta di contrattare Jiaying ma ella, che prova odio nei confronti degli umani, lo uccide. Fingendo che Gonzales le abbia sparato per far scoppiare una guerra, pianifica di spargere sul pianeta dei cristalli modificati con frammenti dell'Obelisco che uccideranno tutti gli umani e attiveranno i poteri degli Inumani. Raina si sacrifica per svelare il piano a Skye, la quale affronta la madre. Intanto Coulson entra in contatto con un cristallo durante una colluttazione con Gordon, ma Mack lo salva amputandogli una mano, che viene rimpiazzata da una protesi meccanica. Skye riesce a gettare in mare i cristalli della madre: quest'ultima viene uccisa a malincuore da Cal mentre ella cercava di uccidere la figlia. Lo S.H.I.E.L.D. riscrive i ricordi di Cal per fargli iniziare una nuova vita e offre protezione a Lincon, un Inumano dai poteri elettrici che li aveva aiutati contro Jiaying; tutto sembra risolversi per il meglio, ma Fitz apre per sbaglio la teca di un misterioso monolito che risucchia Simmons, facendola scomparire.

### Terza stagione
Nella terza stagione, Coulson e Skye cominciano ad assemblare un gruppo segreto di Inumani, i Secret Warriors, che include lei, Lincoln, Joey, capace di controllare i metalli e Elena Rodriguez detta Yo-Yo, dotata di supervelocità ma costretta a tornare al punto di partenza ad ogni battito cardiaco. La squadra ha l'obiettivo di proteggere il mondo da nuove minacce, tra le quali il misterioso inumano Lash, che sta facendo strage di inumani e che si rivela essere l'ex marito di May, Andrew Garner. A complicare la situazione ci sono Ward, che sta cercando di ricostruire l'Hydra per ottenere vendetta, e lo UCMA, che sta cercando un modo per curare gli inumani; Coulson si lega alla leader di quest'ultima organizzazione, Rosalinde Price, ma questa viene assassinata da Ward, innescando sentimenti di vendetta nel direttore dello Shield. Intanto Ward si allea con Gideon Malick, collaboratore di Rosalinde e segretamente membro dell'Hydra, con l'intento di aprire un portale per Maveth (il pianeta su cui Simmons è rimasta intrappolata finché i suoi compagni non sono riusciti a salvarla), con l'obiettivo di riportare sulla Terra l'antico leader inumano dell'Hydra, Hive.. Sul pianeta, Coulson riesce ad uccidere Ward mentre Fitz sembra eliminare Hive, il quale aveva preso il controllo del corpo di un astronauta, ma questi si impossessa del cadavere di Ward e raggiunge la Terra. Dopo una serie di eventi, che includono l'abbandono dello Shield da parte di Bobbi e Hunter (costretti a lasciare la squadra per mantenere la segretezza dell'agenzia) e l'incontro di Skye con un inumano dotato di capacità profetiche, lo Shield scopre del ritorno di Hive e, con l'aiuto dei Secret Warriors riesce a recuperare Malick, convincendolo a collaborare. Durante la missione Skye viene infettata da Hive ed è costretta a schierarsi dalla sua parte; l'inumano rapisce il dottor Radcliffe, un transumanista, con l'intento di ricreare un esperimento Kree per trasformare tutti gli umani in inumani, in modo da poterli infettare. Lo Shield riesce con l'inganno a spedire Lash da Hive, ma questi riesce solo a liberare Skye dal suo controllo prima di essere ucciso. Alla fine lo Shield riesce a fermare il piano di Hive, ma Lincoln si sacrifica per uccidere l'inumano; Skye, distrutta dalla perdita e dai sensi di colpa, lascia lo Shield per diventare una vigilante.

### Quarta stagione
La quarta stagione vede lo S.H.I.E.L.D. nuovamente legittimato dal governo in seguito agli Accordi di Sokovia. Viene nominato un nuovo direttore, l'inumano Jeffrey Mace; Coulson torna ad essere un agente sul campo occupandosi di rintracciare nuovi individui potenziati, tra i quali Robbie Reyes / Ghost Rider e la stessa Daisy, ricercata per le azioni illegali compiute durante la lotta contro i Cani da Guardia, un gruppo d'odio contro gli inumani appoggiato dalla senatrice Nadeer. Lo Shield stringerà un'inaspettata alleanza con Ghost Rider e Daisy per indagare sul Darkhold, un misterioso libro dagli oscuri poteri cercato dai alcuni scienziati, trasformati in fantasmi a seguito di un incidente con lo stesso libro. Nel mentre, Leo Fitz e Holden Radcliffe completano il loro lavoro sui Life Model Decoy, e Radcliffe dà vita ad Aida, un'assistente robotica che viene spacciata per umana. Per rintracciare il Darkhold lo Shield si rivolge allo zio di Robbie, Elias Morrow in prigione perché accusato dell'incidente che ha coinvolto i suoi colleghi scienziati; presto si scopre che Elias è in realtà il responsabile della trasformazione dei suoi colleghi in fantasmi, e intende usare il Darkhold per ottenere poteri divini. Coulson, Fitz e Robbie si ritrovano intrappolati in una dimensione parallela per via degli esperimenti di Morrow, ma riescono ad uscirne grazie ad Aida e alla sua lettura del Darkhold. Morrow viene sconfitto e Ghost Rider lo trascina all'inferno, ma quando gli agenti cercano di riavviare il programma di Aida per cancellare ogni traccia del Darkhold, questa impazzisce e cerca di impadronirsi del Darkhold, finché Mack non la decapita. Si scopre che la vera mente dietro il piano è Radcliffe, che ha creato una nuova Aida, rapito May e sostituita con un LMD, intenzionato a usare le conoscenze del Darkhold per il bene del mondo. Per raggiungere lo scopo si allea con i Cani da Guardia e il loro leader, Anton Ivanov; il suo scopo è creare un mondo virtuale, il Framework, in cui la sua amata Agnes, malata di cancro al cervello, e gli agenti dello Shield possano vivere in eterno e tutti i loro rimpianti possano essere cancellati. Gli agenti riescono a introdursi nella base dei Cani da Guardia per salvare Mace (che si è scoperto non essere un vero inumano, utilizzando un siero simulava di esserlo), ma la maggior parte di loro viene rapita e sostituita con degli LMD, mentre le loro coscienze vengono caricate nel Framework. Grazie al sacrificio dell'LMD di May, Daisy e Simmons riescono a scappare e entrano nel framework per soccorrere i compagni. Aida intanto grazie a uno stratagemma aggira il suo programma e uccide Radcliffe caricandolo nel framework, poi taglia la testa a Ivanov e la colloca in un vaso dal quale gli dà il controllo di vari corpi robotici. Viene a galla che in questa realtà l'Hydra ha preso il potere sfruttando la diffidenza nei confronti degli inumani; Coulson è un professore, May lavora per l'Hydra così come Daisy che è fidanzata con Ward, Fitz è il braccio destro e fidanzato di Aida, qui chiamata Ophelia o Madame Hydra, Simmons è morta e Mack vive con sua figlia. Uscita dalla sua tomba, Simmons si riunisce a Daisy e insieme scoprono che Ward è in realtà una spia dello Shield, guidato da Mace; le due riescono a convincere Coulson e più avanti anche Mack e May ad unirsi a loro e quest'ultima aiuta Daisy a risvegliare i suoi poteri; tuttavia Mace viene ucciso, così come anche Agnes, mentre Radcliffe viene fatto prigioniero.
Con l'aiuto dello Shield e di un ancora vivo Triplett il gruppo riesce a rintracciare l'uscita e con l'aiuto di un pentito Radcliffe riescono a buttare fuori anche Fitz prima che riesca ad uccidere Simmons. Mack invece decide di restare lì per non separarsi da sua figlia. Tuttavia Aida attiva il progetto specchio, creato da Fitz, che le dona un corpo dotato di materia Oscura e poteri inumani grazie ai quali rapisce Fitz, di cui è ancora innamorata. Ora che la robot ha emozioni umane, lo scienziato cerca di fare appello alla sua coscienza, ma quando questa scopre che lui ama ancora Simmons impazzisce e si allea con Ivanov per distruggere lo Shield. Insieme i due riescono a incastrare Daisy per aver sparato in fronte a Talbott, ma Ghost Rider riesce a fuggire dalla sua dimensione e si rivela capace di ferire Aida. Coulson allora fa un patto con il Rider per cogliere di sorpresa Aida ed ucciderla. Intanto Yo-Yo cerca di convincere Mack ad uscire dal Framework, che sta svanendo per via di Aida, riuscendoci solo dopo la cancellazione di sua figlia. Nonostante la vittoria, lo Shield è costretto a fuggire per gli inganni di Ivanov, ma i protagonisti vengono rapiti da dei misteriosi individui.

### Quinta stagione
Dopo aver affrontato le vicende legate al Framework lo S.H.I.E.L.D, ad eccezione di Fitz, viene inaspettatamente inviato nel futuro, dove la Terra è stata distrutta e i pochi rimasti vivono in schiavitù dai Kree, guidati dal crudele Kasius. La squadra si allea con Deke, uno dei sopravvissuti, e dovrà affrontare varie sfide; Simmons e Daisy vengono rapite da Kasius, la prima come schiava e la seconda per rivenderla come inumana, anche perché in questo futuro è nota come "la distruttice di mondi" perché si crede abbia distrutto la Terra. Le due vengono salvate da Fitz, arrivato nel futuro facendosi ibernare con l'aiuto di Enoch, un Chronicom (robot alieni incaricati di sorvegliare il continuum spazio-temporale) che segue le profezie di Robin, la figlia dell'inumano profetico incontrato tempo fa da Daisy. Con il loro aiuto e quello di un inumano geocinetico di nome Flint riusciranno a uccidere Kasius e a tornare nel loro tempo portando erroneamente con loro Deke (che si rivela essere il nipote di Fitz e Simmons), ma Yo-Yo incontra la se stessa del futuro, priva di braccia, che le rivela che Coulson è malato per via del suo patto con Ghost Rider e l'unico modo per salvare la Terra è lasciarlo morire.
Sarà così che tenteranno di cambiare il corso degli eventi, per evitare che il loop temporale si ripeta e la fine del mondo avvenga ancora una volta. Ad ostacolarli c'è il generale Hale, incaricata di catturarli. Un incidente apre uno squarcio in una dimensione di paura e per ripararla devono utilizzare il gravitonio, una sostanza introdotta nella prima stagione. Qui la personalità del Framework di Fitz prende il sopravvento e rimuove a forza l'inibitore di Daisy (messole da Kassius) per restituirle i poteri e comprimere il gravitonio, usandolo per riparare la fessura.
Intanto Coulson viene rapito da Hale, che gli rivela di far parte dell'Hydra e di aver stretto un'alleanza con una confederazione aliena che gli ha promesso protezione da un'invasione in cambio di inumani e gravitonio. Hale intende però tradirlo iniettando Daisy col gravitonio tramite una macchina creata da Whitehall. Coulson, temendo che questo causerà la distruzione della Terra, si rifiuta e riesce a fuggire insieme a Talbott, sopravvissuto al proiettile nel cranio con gravi danni cerebrali.
Fitz-Simmons e Yo-Yo riescono a trovare la macchina e ad uccidere Ivanov, alleato di Hale ma vengono raggiunti dalla figlia del generale, Ruby (che ha già tagliato le braccia a Yo-Yo, sostituendole con protesi meccaniche), che si inietta il gravitonio, impazzendo per via delle voci di persone intrappolate al suo interno. Credendo che distruggerà la Terra Yo-Yo la uccide con lo sgomento del resto del team.
Per vendicare la morte della figlia Hale vende lo Shield alla confederazione, ma Talbott si inietta il Gravitonio, acquisendo enormi poteri e fermando l'invasione. I danni cerebrali uniti alla sostanza gli provocano un delirio di onnipotenza, e convinto di essere l'unico a poter fermare Thanos, la minaccia predetta dalla confederazione pianifica di estrarre giacimenti di Gravitonio sotto la crosta terrestre per potenziarsi, il che provocherebbe la distruzione della Terra.
Intanto il team recupera l'ultimo campione di siero del Centipede, ma devono decidere se unirlo al DNA di Jaying, la defunta madre di Daisy e salvare la vita a Coulson o a una sostanza aliena, l'Odium ed uccidere Talbot. May rifiutandosi di lasciar morire Coulson spacca la fiala di Odium, ma il direttore si rifiuta di prendere il siero e lo nasconde nei guanti di Daisy, che lo usa per potenziarsi e sparare Talbott nello spazio. Fitz muore per salvare Robin e sua madre, ma il team si ricorda che c'è ancora il suo corpo del passato congelato nello spazio e, dopo aver detto addio a Coulson che decide di passare i suoi ultimi giorni con May a Tahiti, parte per recuperarlo.

### Sesta stagione
Un anno dopo la morte di Coulson, la squadra dovrà affrontare un nuovo nemico, Sarge con le sembianze del loro defunto capo, ma che nasconde un segreto riguardante le sue origini. Sarge è in realtà intenzionato a fermare Izel, la leader di un'armata di pipistrelli mostruosi di sua creazione, gli Shrike, capaci di impossessarsi dei corpi delle persone, che hanno distrutto il suo mondo e molti altri e ucciso la sua famiglia, perciò nonostante la squadra non approvi i suoi metodi decide di allearsi con lui. Nel mentre, nello spazio, Daisy, Simmons, Piper e Davis sono alla ricerca di Fitz e Enoch; una volta ricongiunti vengono attaccati dai Chronicom, la razza di Enoch, il cui pianeta è stato distrutto dagli Shrike; i Chronicom rapiscono Fitz e Simmons convinti che questi possano scoprire come viaggiare nel tempo per salvare il loro pianeta, ma grazie ad Enoch riescono a fuggire e mentre questi rimane a cercare un modo per salvare il suo pianeta, la coppia si fa accompagnare sulla Terra da Izel, ignari della sua vera natura. Sul pianeta Sarge rivela di voler usare una bomba atomica per uccidere Izel, ma Daisy riesce a fermarla e il team sconfigge Sarge e, con l'aiuto di un membro della sua squadra, fanno esplodere la nave di Izel. Questa però sopravvive e grazie alla sua capacità di possedere i corpi si infiltra nella base, spara a Sarge che si rigenera e rivela di star cercando i Diallas, ovvero i monoliti distrutti un anno prima; si scopre che i monoliti contenevano il potere dello spazio del tempo e della creazione, e alla loro distruzione l'energia si è liberata, formando quella che pensavano essere una "dimensione di paura". Quando Coulson si è avvicinato all'energia una copia del suo corpo è stata creata nel passato e in una altra dimensione e un'entità incorporea di nome Pachakutik lo ha posseduto, divenendo Sarge e perdendo la memoria, confondendo i propri ricordi con quelli di Coulson e della sua "famiglia", la squadra. Izel è in realtà l'amante di Sarge che sta cercando di risvegliare la sua memoria e di ricostruire i monoliti per portare la propria razza nel mondo fisico e donare loro dei corpi. Daisy pensa inizialmente di uccidere Sarge, ma quando questi la chiama "Skye" capisce che sta recuperando la memoria di Coulson e decide risparmiarlo, collaborando con lui per fermare Izel. Izel intanto scopre la posizione del tempio per eseguire il rituale e usa l'energia dei monoliti su Mack e Yo-yo per trasportare lì l'unica persona in grado di ricostruire gli artefatti, Flint. Sarge e May affrontano Izel e riescono a metterla a terra, ma quando sta per ucciderla il clone di Coulson recupera l'identità di Pachakutik e pugnala May, spedendo il suo corpo nella sua dimensione. La donna però sopravvive grazie alle proprietà del luogo e riesce a fermare il piano di Izel e ucciderla, mente Daisy e Mack si liberano di Sarge. Intanto Yo-yo viene attaccata da uno Shirke ma si salva, perdendo però i poteri. Nel frattempo la base dello Shield viene attaccata dai Chronicom, che vogliono trasformare la Terra nella loro nuova colonia, ma Enoch salva Fitz e Simmons e insieme elaborano un piano per salvare la Terra. Simmons raggiunge gli altri e con una versione migliorata dello Zephir-one viaggia nel tempo fino al 1931, per impedire ai nemici di cancellare lo Shield dalla storia; rivela inoltre di aver creato un replicante di Coulson con hardware Chronicom in quanto esperto della storia dello Shield.

### Settima stagione
Dopo aver scoperto il piano dei Chronicom, gli agenti e una versione LMD di Coulson viaggiano nel tempo in punti cruciali della storia dello SHIELD per preservare il futuro.

## Episodi
| Stagione         | Episodi | Prima TV USA | Prima TV Italia |
| ---------------- | ------- | ------------ | --------------- |
| Prima stagione   | 22      | 2013-2014    | 2014            |
| Seconda stagione | 22      | 2014-2015    | 2014-2015       |
| Terza stagione   | 22      | 2015-2016    | 2015-2016       |
| Quarta stagione  | 22      | 2016-2017    | 2016-2017       |
| Quinta stagione  | 22      | 2017-2018    | 2017-2018       |
| Sesta stagione   | 13      | 2019         | 2019            |
| Settima stagione | 13      | 2020         | 2020            |

## Personaggi e interpreti

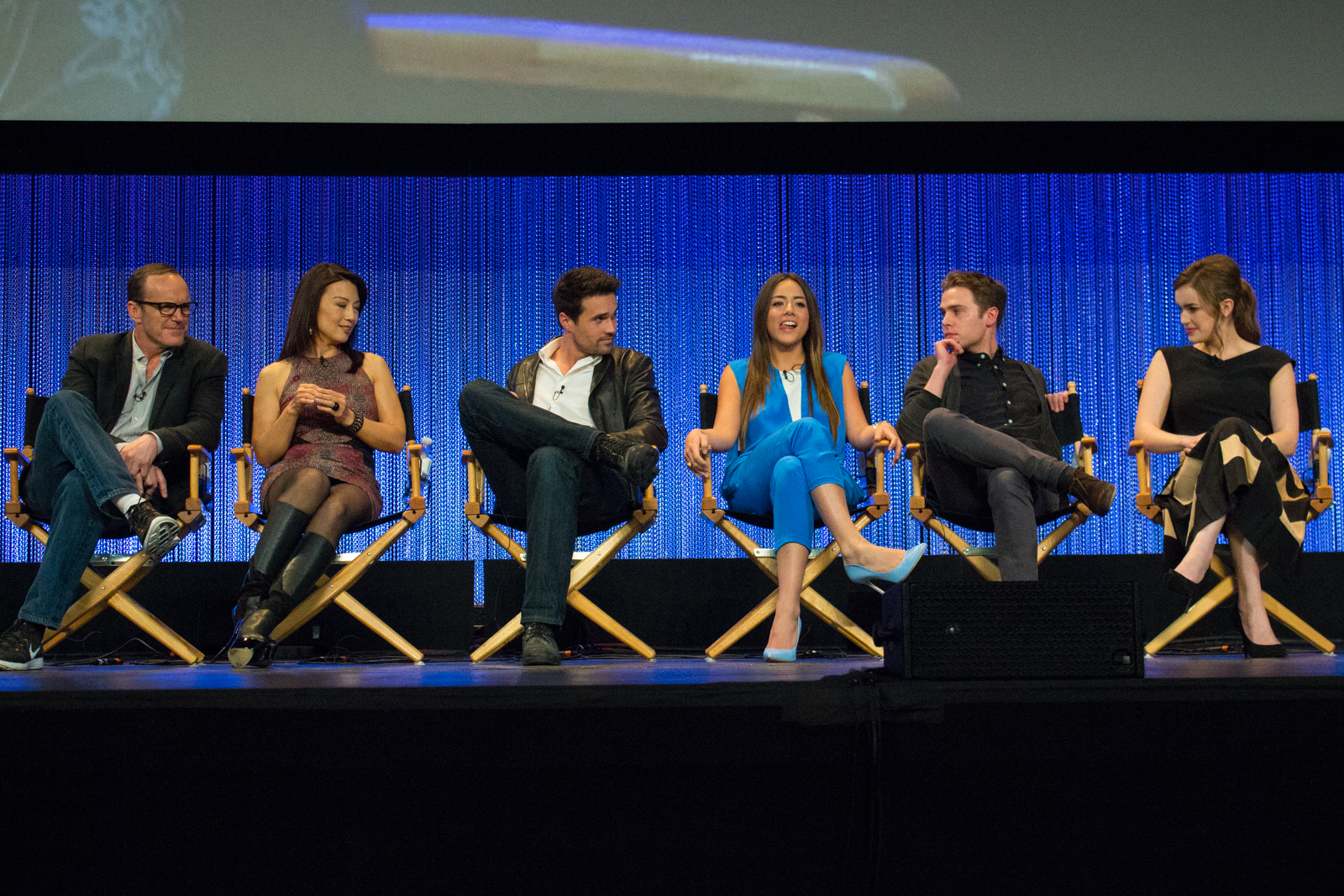
Il cast principale della prima stagione (da sinistra a destra: Gregg, Wen, Dalton, Bennet, De Caestecker e Henstridge)

- Phil Coulson (stagioni 1-5, ricorrente stagione 6); Sarge (stagione 6); Phil Coulson Chronicom LMD (stagione 7), interpretati da Clark Gregg, doppiati da Pasquale Anselmo
- Melinda May (stagioni 1-7), interpretata da Ming-Na Wen, doppiata da Laura Lenghi
- Grant Ward (stagioni 1-3, ricorrente stagione 4) e Hive (stagione 3), interpretati da Brett Dalton, doppiati da Paolo De Santis
- Daisy "Skye" Johnson / Quake (stagioni 1-7), interpretata da Chloe Bennet, doppiata da Valentina Favazza
- Leopold "Leo" Fitz (stagioni 1-6, ricorrente stagione 7), interpretato da Iain De Caestecker, doppiato da Francesco Venditti
- Jemma Simmons (stagioni 1-7), interpretata da Elizabeth Henstridge, doppiata da Joy Saltarelli
- Lance Hunter (stagioni 2-3; guest stagione 5), interpretato da Nick Blood, doppiato da David Chevalier
- Bobbi Morse (stagioni 2-3), interpretata da Adrianne Palicki, doppiata da Elena Perino
- Alphonso "Al" MacKenzie, detto "Mack" (stagioni 3-7, ricorrente stagione 2), interpretato da Henry Simmons, doppiato da Alessandro Ballico
- Lincoln Campbell (stagione 3, ricorrente stagione 2), interpretato da Luke Mitchell, doppiato da Emiliano Coltorti
- Holden Radcliffe (stagione 4; ricorrente stagione 3), interpretato da John Hannah, doppiato da Enrico Di Troia
- Elena "Yo-Yo" Rodriguez/Slingshot (stagioni 5-7; ricorrente stagioni 3-4), interpretata da Natalia Cordova-Buckley, doppiata da Irma Carolina Di Monte
- Deke Shaw (stagioni 6-7; ricorrente stagione 5), interpretato da Jeff Ward[5], doppiato da Emanuele Ruzza

## Produzione

### Sviluppo
Nel 2009 la Walt Disney Company comprò la Marvel Entertainment per una cifra di circa quattro miliardi di dollari, con la volontà di sfruttare i prodotti Marvel su più piattaforme, televisione compresa. L'anno seguente Jeph Loeb, neo presidente della Marvel Television, confermò che era al vaglio anche l'opportunità di sviluppare una nuova serie con protagonisti alcuni dei personaggi Marvel per una delle reti televisive di proprietà della Walt Disney. Il 27 luglio 2012, dopo il successo cinematografico di The Avengers, fu annunciato che la Marvel Television era al lavoro su una serie ambientata nel Marvel Cinematic Universe. Nel mese seguente, il 28 agosto, la ABC ordinò la produzione di un episodio pilota incentrato sull'organizzazione fittizia dello S.H.I.E.L.D.; la regia e la sceneggiatura vennero affidate a Joss Whedon, già regista di The Avengers. Whedon scrisse il pilot insieme a suo fratello Jed Whedon e Maurissa Tancharoen. Nell'aprile 2013 venne annunciato il titolo ufficiale della serie, Marvel's Agents of S.H.I.E.L.D.. Il 10 maggio 2013 la ABC confermò la produzione di una prima stagione completa.
L'8 maggio 2014 la serie è stata rinnovata per una seconda stagione, e per una terza stagione il 7 maggio 2015. Nel marzo 2016 la serie è stata rinnovata per una quarta stagione, e per una quinta stagione nel maggio 2017. Il 14 maggio 2018 la serie è stata rinnovata per una sesta stagione di 13 episodi.. Il 16 novembre 2018 la serie viene rinnovata per una settima ed ultima stagione, sempre di 13 episodi.

### Sceneggiatura
Jed Whedon, Maurissa Tancharoen e Jeffrey Bell sono gli showrunner della serie, e supervisionano tutte le scelte creative; Joss Whedon li aiutò prima di mettersi al lavoro su Avengers: Age of Ultron. Bell spiegò il processo di scrittura: "Mentre una persona scrive la sceneggiatura, gli altri due possono pensare ad altre storie, in modo da avere, in teoria, una storia ogni due settimane. È l'unico modo in cui possiamo stare più avanti nella produzione, perché giriamo un episodio ogni otto giorni. Se c'è una storia che piace a me, Jed e Maurissa, diamo il via libera e lo sceneggiatore scrive le linee guida, noi gli diamo i nostri suggerimenti, lui scrive la sceneggiatura e poi la mandiamo al network, ascoltiamo i loro pareri, per sapere cosa possiamo fare e cosa no, e poi giriamo l'episodio".
Nel gennaio 2013 Joss Whedon affermò di non vedere un'influenza diretta da altre serie, come X-Files, e spiegò che anche se lo show mostra persone con poteri e delle storie di fantascienza, si concentra sulle persone ai margini di queste grandi avventure". Parlando del bilanciamento tra materiale nuovo e materiale preso dai fumetti, Bell affermò che "la sfida è sin dall'inizio quella di raccontare storie che piacciano sia ai fan della Marvel che al pubblico generalista. Ci sono alcuni modi per farlo. Se possiamo inserire un collegamento ai film, che siano i Chitauri o il cameo di Samuel L. Jackson o le conseguenze della battaglia di New York, quello è divertente, e cerchiamo di farlo in un modo che tutti riescano a seguire la storia. Poi proviamo anche a scavare nell'universo Marvel. Se abbiamo bisogno di un dottore, ci diciamo 'se c'è un dottore nell'universo Marvel, non sarebbe divertente per i fan sentire quel nome? Possiamo portare quel personaggio e le sue qualità?' [...] Per cui cerchiamo di fare in questo modo". Su quanto la serie possa prendere dai fumetti, Jed Whedon spiegò: "Ci sono delle zone da cui possiamo pescare e altre cose che non possiamo usare... ci serve più come ispirazione per pensare alla storia". Tancharoen aggiunse che "Prenderemo sempre ispirazione dai fumetti, ma ovviamente ci aggiungiamo del nostro per lo show".
Parlando della differenza di budget tra la serie e i film, Bell affermò: "Sia la ABC che la Marvel sono molto generose con il nostro budget. Per essere uno show su un canale generalista non posso lamentarmi... e tuttavia una serie come Game of Thrones ha più del doppio del nostro budget, e dobbiamo competere con show pieni di effetti speciali... il pubblico vuole questi momenti da film Marvel. Vuole l'arma potente, il display olografico. Allo stesso tempo la televisione vive e respira attraverso i personaggi... il nostro scopo è farvi affezionare a loro. Avremo sempre le cose belle della Marvel, e avremo sempre grandi momenti finché il budget ce lo permette, ma equivalgono a 10 minuti di Iron Man. Quello che il pubblico ricorda di Avengers sono i personaggi. C'è quell'enorme scena d'azione in cui i Chitauri invadono New York, ma quando chiedi alle persone qual è il loro momento preferito del film, ti rispondono 'Quando Banner e Stark parlano nel laboratorio', o 'Quando Hulk usa Loki come una bambola di pezza. Quello era divertente.' Sono sempre i personaggi che arrivano alle persone, ed è una cosa che la TV fa molto bene". Jed Whedon aggiunse: "Come possiamo raccontare al meglio la storia, come possiamo cambiare queste sequenze d'azione in modo che siano dal punto di vista dei personaggi? È una cosa di cui parliamo molto. Se un mostro salta su una macchina, invece di far vedere il mostro che salta in mezzo alla città, vogliamo essere nella macchina insieme alla persona che sta vivendo quel momento. Funziona per lo show ma anche sul piano del budget e del tempo a nostra disposizione. Ci aiuta a evitare di usare questi grossi effetti rendendo la scena più personale e viscerale".

### Casting
Il casting iniziò nell'ottobre 2012, con l'ingaggio di Ming-Na Wen per il ruolo dell'agente Melinda May e di Clark Gregg, che riprende il ruolo di Phil Coulson dai film del MCU. Il 13 novembre si unirono al cast Elizabeth Henstridge e Iain De Caestecker nei panni degli agenti Jemma Simmons e Leo Fitz; mentre il 27 novembre venne ingaggiato anche Brett Dalton, per la parte dell'agente Grant Ward. Il 19 dicembre 2012 il cast principale si completò con l'ingresso di Chloe Bennet, interprete di Skye.
Nella seconda stagione il cast principale venne interamente riconfermato. e al San Diego Comic-Con 2014 venne annunciato l'ingresso nel cast di Nick Blood nel ruolo di Lance Hunter. Nell'agosto 2014 venne annunciato l'ingresso nel cast di Adrianne Palicki nei panni di Bobbi Morse; Palicki appare in un ruolo ricorrente nella prima metà di stagione e venne promossa a series regular a partire dall'episodio "Scosse di assestamento". Nella terza stagione il cast principale venne interamente confermato, mentre Luke Mitchell e Henry Simmons, apparsi in ruoli ricorrenti nella seconda stagione, vengono promossi a series regular. Nella quarta stagione John Hannah, apparso in un ruolo ricorrente nella terza stagione, viene promosso al cast principale. Nella quinta stagione Natalia Cordova-Buckley viene promossa nel cast principale dopo essere apparsa in un ruolo ricorrente nella terza e nella quarta stagione.

### Design

#### Costumi
I costumi della serie sono creati da Ann Foley. Nell'episodio pilota i costumi sono di Betsy Heimann, che lasciò la serie a causa di altri impegni. Foley lavora a stretto contatto con Tancharoen per creare dei personaggi visivamente "forti e diversi", il cui aspetto "evolve insieme allo show". Foley guardò con attenzione tutti i film del Marvel Cinematic Universe, in particolare The Avengers, e fu ispirata anche da film come Skyfall e Mission: Impossible - Protocollo fantasma.
Dopo aver letto la sceneggiatura di un episodio Foley esegue delle ricerche per conto proprio prima di discutere con gli showrunner. I costumi dei personaggi tratti dai fumetti, come Daisy Johnson, vengono approvati dal CCO della Marvel Joe Quesada. Nel corso della serie i costumi rispecchiano i cambiamenti nell'atmosfera dello show.

#### Effetti speciali
I trucchi prostetici della serie sono creati in collaborazione con Glenn Hetrick di Optic Nerve Studios. Hetrick cominciò a lavorare alla serie nella seconda stagione, creando il look inumano di Raina. Nella terza stagione curò il design di Lash. Gli effetti pratici e gli oggetti di scena sono creati da Legacy Effects.

#### Titoli d'apertura

Immagine d'apertura usata per le prime due stagioni.

A partire dalla terza stagione venne introdotta una nuova grafica per il titolo della serie, sostituendo i titoli d'apertura apparsi nelle prime due stagioni. Nella quarta stagione la sequenza venne nuovamente rinnovata per il blocco narrativo dedicato a Ghost Rider, per il blocco narrativo dedicato ai Life Model Decoy e per il blocco narrativo Agents of Hydra.

### Riprese
Le riprese dell'episodio pilota si tennero quasi interamente a Los Angeles per venire incontro agli impegni di Joss Whedon, mentre il resto della serie è girato principalmente a Culver City. Riprese aggiuntive si sono tenute anche in altre città del mondo, tra cui Parigi, Stoccolma, e San Juan. La serie è girata con camere Arri Alexa con risoluzione 2K; David Boyd ha lavorato come direttore della fotografia dell'episodio pilota, mentre nel resto della serie si alternano alla fotografia Feliks Parnell, Jeff Mygatt, e Allan Westbrook. Garry Brown è il regista di seconda unità della serie.

### Colonna sonora
Il compositore della colonna sonora è Bear McCreary, già autore delle musiche di serie TV quali Battlestar Galactica e The Walking Dead. McCreary ha spiegato che per lui è una sfida riuscire a far sentire il tema principale in Agents of S.H.I.E.L.D. dal momento che la serie non ha dei tradizionali titoli di testa.

### Tie-in
(Jeffrey Bell, produttore esecutivo della serie, spiegando il processo di lavoro nel MCU.)
Essendo parte del Marvel Cinematic Universe, gli eventi della serie sono spesso influenzati da quello che accade nei film e viceversa. Nel luglio 2013, Jed Whedon affermò che la serie lavora in parallelo ai film, affermando che "Il nostro piano è di inserirci tra un film e l'altro e cercare di renderla un'esperienza gratificante per entrambe le parti". Nel marzo 2014 i produttori rivelarono di poter leggere in anticipo le sceneggiature dei film del MCU in modo da sapere cosa accadrà e poter così allestire un piano generale per lo show.
Il primo episodio tie-in con il Marvel Cinematic Universe è stato "Il pozzo", che ha luogo dopo gli eventi di Thor: The Dark World. Un altro tie-in ha luogo negli episodi "La fine del principio" e "E gira, gira, gira...", entrambi legati agli eventi di Captain America: The Winter Soldier. Questi eventi hanno portato a una profonda modifica alla serie stessa. Nella seconda stagione gli episodi "Ombre" e "Ciò che seppelliamo" includono dei flashback con protagonista Hayley Atwell nei panni di Peggy Carter, e fungono da collegamento con la serie televisiva Agent Carter. L'episodio "Quella sporca mezza dozzina" funge da prologo all'inizio di Avengers: Age of Ultron, mentre l'episodio "Cicatrici" mostra le conseguenze delle vicende del film. La terza stagione affronta dei temi simili a quelli di Captain America: Civil War, concentrandosi su come vengono recepite dalla società le persone con poteri; l'episodio "Emancipazione" è ambientato dopo gli eventi del film e mostra come tali eventi influenzino gli Inumani e l'opinione che ne hanno le persone.
L'episodio "T.A.H.I.T.I." ha introdotto nel MCU la razza aliena dei Kree, che giocano un ruolo decisivo in Guardiani della Galassia. Con questo episodio ha inizio inoltre una storyline che corre lungo la serie e che ha portato all'introduzione degli Inumani nel MCU; Jed Whedon spiegò che "è qualcosa a cui abbiamo lavorato per molto tempo. Sono personaggi molto importanti nei fumetti, e hanno già annunciato il loro film. È uno dei casi in cui cominciamo a piantare i semi nello show prima che nei film.
Nella terza stagione viene introdotta la squadra dei Secret Warriors, con nuovi personaggi ispirati al fumetto omonimo. Nel finale vengono inoltre introdotti i Life Model Decoy. Nella quarta stagione viene introdotto il personaggio di Ghost Rider.
Gli ultimi quattro episodi della quinta stagione si svolgono in un solo giorno e coincidono con gli eventi di Avengers: Infinity War: nel diciannovesimo episodio infatti si parla dell'attacco appena avvenuto a New York da parte di Fauce d'Ebano e Astro Nero, che nel film combattono con Iron Man, Doctor Strange, Wong e Spider-Man; nel ventesimo episodio invece si cita Thanos come il grande nemico che distruggerà la terra e che Talbot vuole combattere.

## Promozione
Il 10 maggio 2013 venne diffusa la prima immagine promozionale, che raffigura i personaggi principali della serie. Due giorni dopo venne distribuito il primo trailer ufficiale, trasmesso per la prima volta dalla ABC insieme al finale della seconda stagione di C'era una volta. Nello stesso giorno venne anche lanciata una prima campagna di marketing virale, la quale include il lancio del sito WeAreTheRisingTide.com, la promozione di un hashtag su Twitter denominato #coulsonlives, e la diffusione di una serie di brevi video promozionali.
Il 19 luglio 2013 la serie è stata presentata ai visitatori del San Diego Comic-Con International, dove è stato proiettato in anteprima il pilot, destando positive impressioni nel pubblico.
Per gli ultimi sei episodi della prima stagione la Marvel lanciò la campagna promozionale "The Art of Level Seven": prima di ogni episodio è stato pubblicato un poster raffigurante un momento chiave dell'episodio, ognuno disegnato da un artista diverso. Bell ha spiegato che l'iniziativa è un modo per riportare la serie alle sue radici fumettistiche, e che era in programma sin dall'inizio della stagione. La produzione affidò ai singoli artisti i vari poster sulla base dei loro precedenti lavori e sul modo in cui si collegano ai temi e alle emozioni dell'episodio. Per la seconda stagione la Marvel ripeté l'iniziativa, ribattezzata "The Art of Evolution", per gli ultimi dodici episodi della serie.

## Distribuzione
La serie è trasmessa dalla ABC dal 24 settembre 2013. In Canada la serie è trasmessa in contemporanea con gli Stati Uniti su CTV. Nel Regno Unito è in onda dal 27 settembre 2013 su Channel 4. In Svezia è in onda su Kanal 5, in Australia su Seven Network, e in Spagna su Fox. In Italia è in onda dal 4 marzo 2014 su Fox, canale pay di Sky Italia.

## Accoglienza

### Ascolti
La première dell'episodio pilota negli Stati Uniti fu vista da 12,12 milioni di telespettatori, con un rating del 4.7 e il 14% di share nella fascia 18-49 anni, il più alto fatto registrare da un debutto di una nuova serie drammatica dal 2009. Nonostante la serie abbia debuttato con ottimi numeri, nei mesi successivi gli spettatori e il rating sono calati in modo considerevole, anche se è sempre rimasta tra i top show nella fascia d'età degli uomini 18-49 anni, ed è al terzo posto nella classifica tra i giovani adulti dietro a Modern Family e The Big Bang Theory. TV Guide ha evidenziato come la serie mantenga sempre numeri alti grazie alle registrazioni digitali (DVR).

### Critica
La prima stagione è stata accolta positivamente dalla critica; sull'aggregatore di recensioni Rotten Tomatoes ha un indice di gradimento dell'88% con un voto medio di 7.80 su 10 basato su 63 recensioni, mentre su Metacritic un punteggio di 74 su 100 basato su 33 recensioni, a indicare "recensioni generalmente positive". Secondo il Chicago Sun-Times, grazie alle brillanti sceneggiature e agli effetti speciali, la serie è in grado di attirare sia gli appassionati di fumetti che gli spettatori tradizionali. Per il Los Angeles Times, pur non potendo raggiungere lo stesso livello di spettacolo dei blockbuster cinematografici, è molto intrigante; mentre secondo Vulture Clark Gregg è il punto di forza della serie. USA Today, valutando la serie con tre stelle e mezzo su quattro, evidenziò come si possano riconoscere facilmente segni distintivi del lavoro di Whedon, tra i quali la presenza di elementi umoristici, gli elementi fantastici direttamente collegati alle emozioni del mondo reale e l'influenza degli eventi passati, di film o episodi televisivi, nel presente. La seconda stagione della serie ha ricevuto recensioni ancora più entusiaste; su Rotten Tomatoes ha un indice di gradimento del 91%.
Il modo in cui gli eventi di Captain America: The Winter Soldier hanno influenzato la serie è stato definito "miracoloso" da diversi critici; Terri Shwartz di Zap2it ha scritto che "il fatto che un film abbia così influenzato la serie apre nuove porte nei modi in cui cinema e televisione possono intersecarsi"; Mary McNamara del Los Angeles Times ha scritto che Agents of S.H.I.E.L.D. "non è solo un ottimo show, ma è parte della grande multipiattaforma Marvel. Va incontro a continua reinvenzione di sé stesso". È stato sottolineato anche il fatto che la serie affronti la ricostruzione dello S.H.I.E.L.D. nel MCU; Merril Barr di Forbes ha scritto nella recensione de "L'inizio del principio" che "quello che la Marvel ha avuto il coraggio di dire con questo finale è 'tutto quello che facciamo è importante, e dovete prestare attenzione a tutti i dettagli".

## Spin-off

### Marvel's Most Wanted
Nell'aprile 2015 venne riportato che la Marvel Television era al lavoro su uno spin-off di Agents of S.H.I.E.L.D.. La serie, sviluppata da Jeffrey Bell e Paul Zbyszewski, avrebbe dovuto essere basata su una o più storyline presenti alla fine della seconda stagione. Adrianne Palicki e Nick Blood vennero riportati come possibili protagonisti dello spin-off, tuttavia nel maggio 2015 venne riportato che la ABC aveva messo da parte lo sviluppo della serie. Parlando del mancato sviluppo della serie, il presidente della ABC Paul Lee disse che "la cosa migliore per ora è lasciare Palicki e Blood in S.H.I.E.L.D., perché S.H.I.E.L.D. è molto forte al momento", anche se non escluse un possibile sviluppo in futuro.
Nell'agosto 2015 venne riportato che la ABC era di nuovo al lavoro sullo spin-off, intitolato Marvel's Most Wanted, a cui aveva dato un ordine per un episodio pilota. Bell e Zbyszewski avevano sviluppato la serie e avevano scritto il pilot; in caso di ordine a serie, i due sarebbero stati showrunner e produttori esecutivi della serie, insieme a Jeph Loeb come produttore esecutivo. La serie avrebbe dovuto essere incentrata sui personaggi di Bobbi Morse e Lance Hunter, e non sarebbe più stato uno spin-off diretto di Agents of S.H.I.E.L.D. come inizialmente previsto, ma un "nuovo sguardo sul duo e sulle loro avventure". Nel gennaio 2016 Lee confermò lo sviluppo dell'episodio pilota, lodando la sceneggiatura e rivelando che la produzione avrebbe avuto inizio nei mesi seguenti". A fine mese Delroy Lindo entrò nel cast nel ruolo di Dominic Fortune. Nel maggio 2016 la ABC decise di non produrre la serie.

### Marvel's Agents of S.H.I.E.L.D.: Slingshot
Nel dicembre 2016 venne annunciata una webserie in sei parti intitolata Marvel's Agents of S.H.I.E.L.D.: Slingshot e incentrata sul personaggio di Elena "Yo-Yo" Rodriguez. La serie è ambientata poco prima dell'inizio della quarta stagione di Agents of S.H.I.E.L.D. e ha debuttato su ABC.com e su Marvel.com il 13 dicembre 2016. Natalia Cordova-Buckley riprende il ruolo di Yo-Yo Rodriguez. Gregg, O'Mara, Simmons, Bennet, Wen, De Caestecker e Henstridge riprendono i rispettivi ruoli di Coulson, Jeffrey Mace, Mack, Daisy Johnson, May, Fitz e Simmons.

## Riconoscimenti

### Premio Emmy
- 2014 - Candidatura ai migliori effetti speciali e visivi per Mark Kolpack, Gary D'Amico, Sabrina Arnold, Tracy Takahashi, Jon Tanimoto, Kevin Lingenfelser, Matt von Brock, Tom Mahoney e Mitch Gates (per l'episodio T.A.H.I.T.I.)
- 2015 - Candidatura ai migliori effetti speciali e visivi per  Mark Kolpack, Gary D'Amico, Sabrina Arnold, Tracy Takahashi, Kevin Lingenfelser, Matt von Brock, Mitch Gates, Kevin Yuille e Briana Aeby (per l'episodio Quella sporca mezza dozzina)

### Saturn Award
- 2014 - Candidatura alla migliore serie televisiva trasmessa da una rete[101]
- 2015 - Candidatura alla miglior serie televisiva di supereroi[102]
- 2016 - Candidatura alla miglior serie televisiva di supereroi[103]
- 2017 - Candidatura alla miglior serie televisiva di supereroi[104]
- 2018 - Candidatura alla miglior serie televisiva di supereroi[105]

### People's Choice Awards
- 2014 - Candidatura alla migliore nuova serie TV drammatica preferita[106]
- 2015 - Candidatura alla migliore serie sci-fi/fantasy preferita[107]

### Teen Choice Award
- 2014 - Breakout Star: Male per Brett Dalton[108]
- 2015 - Candidatura alla miglior serie TV fantasy/sci-fi[109]
- 2016 - Candidatura al miglior cattivo in una serie TV a Brett Dalton[110]
- 2017 - Candidatura alla miglior serie TV d'azione[111]
- 2017 - Candidatura al miglior attore in una serie TV d'azione per Gabriel Luna
- 2018 - Candidatura alla miglior serie TV d'azione[112]
- 2018 - Candidatura alla miglior attrice in una serie TV d'azione per Chloe Bennet
- 2019 - Candidatura alla miglior attrice in una serie TV dell'estate per Chloe Bennet[113]

### Kids' Choice Awards
- 2015 - Candidatura alla miglior serie TV per famiglie[114]
- 2015 - Candidatura alla migliore attrice TV per Chloe Bennet
- 2016 - Candidatura alla migliore serie TV per famiglie[115]
- 2016 - Candidatura alla migliore attrice in una serie TV per famiglie per Chloe Bennet[116]
- 2016 - Candidatura alla migliore attrice in una serie TV per famiglie per Ming-Na Wen
- 2017 - Candidatura alla miglior serie TV per famiglie[117]

### Critics' Choice Awards
- 2013 - Miglior nuova serie TV più promettente[118]

### Satellite Award
- 2014 - Candidatura alla miglior serie televisiva o miniserie[119]

### Irish Film and Television Award
- 2016 - Candidatura alla miglior attrice non protagonista in una serie drammatica per Ruth Negga
- 2017 - Candidatura al miglior attore non protagonista in una serie drammatica per Jason O'Mara

### Dragon Awards
- 2017 - Candidatura alla miglior serie sci-fi/fantasy per Joss Whedon, Jed Whedon, Maurissa Tancharoen e Stan Lee